# Pseudorhombus javanicus
Pseudorhombus javanicus är en fiskart som först beskrevs av Bleeker, 1853.  Pseudorhombus javanicus ingår i släktet Pseudorhombus och familjen Paralichthyidae. Inga underarter finns listade i Catalogue of Life.